# Jomalig
Jomalig é um município de quinta classe de renda municipal (d) na província Quezon, nas Filipinas. De acordo com o censo de 1 de maio  de  2020 possui uma população de 7 667 pessoas e 1 834 domicílios.